# Cornelis Lely

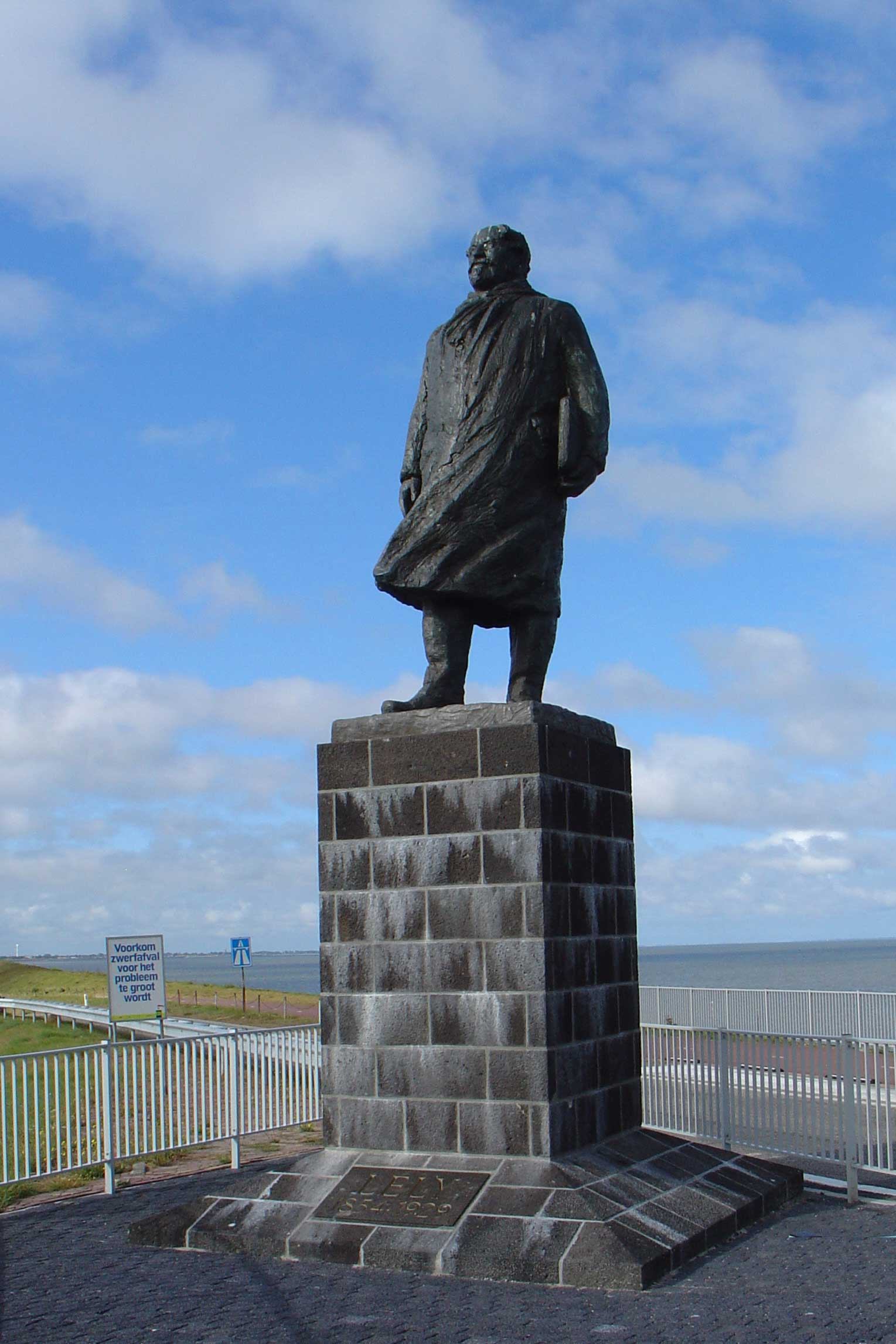
Staty över Cornelis Lely på Afsluitdijk.

Cornelis Lely, född 23 september 1854 i Amsterdam, Nederländerna, död januari 1929 i Haag, var en nederländsk ingenjör inom hydroteknik/vattenbyggnad och infrastrukturminister, Ministerie van Verkeer en Waterstaat. Lely arbetade 1891 fram en plan för hur viken Zuiderzee skulle skärmas av från havet genom en vall, Afsluitdijk. Planen presenterades 1913 men sköts på framtiden för att åter presenteras 1917. Parlamentet röstade igenom bygget av Afsluitdijk 1918 och arbetet pågick till 1932. Zuiderzee blev därmed insjön IJsselmeer.
Den nederländska staden Lelystad har uppkallats efter Cornelis Lely.